# 린다 리 캐드웰
린다 리 캐드웰(Linda Lee Cadwell, 본명: 린다 에머리, 본명 영어: Linda Emery, 1945년 3월 21일 ~ )은 미국의 교사로, 배우 겸 무술가인 이소룡의 부인이다.

## 생애
린다 리 캐드웰은 워싱턴주의 에버렛에서 태어났다. 태어났을 때의 이름은 Linda Emery(린다 에머리)였다. 그녀의 아버지는 에버렛 에머리(Everett Emery)이고, 어머니는 비비안(Vivian R. (Hester))이다. 린다의 집안은 침례교 집안으로 스웨덴 아일랜드와 잉글랜드계 출신이다.

### 이소룡과의 만남
린다는 가필드 고등학교를 다니던 시절, 이소룡이 학교에서 쿵푸 시범을 보이게 되면서 처음으로 만나게 되었다. 당시 이소룡은 워싱턴 대학교에 재학중이었다. 그녀는 교사가 되기 위하여 워싱턴 대학교에 진학해서 공부했다. 결과적으로 린다는 워싱턴 대학교 재학중 이소룡에게서 쿵푸를 배우는 학생이 되었다.
린다는 학교를 다니면서 이소룡에게 쿵푸 수업을 받았다. 이러한 인연이 발전하여 린다와 이소룡은 1964년 8월 17일 결혼했는데, 린다는 졸업하기에 몇 학점이 모자른 상태였다. 둘은 브랜던 리, 섀넌 리 이렇게 두 명의 자녀를 낳았다. 그 때 이소룡은 영춘권을 가르치는 자신의 쿵푸학교를 설립했다. 이 쿵푸학교는 이후 이소룡 특유의 "절권도"가 탄생하는 데 도움을 준 배경이 된다. 그러나 이소룡은 1973년 7월 20일 갑자기 요절한다. 사인은 진통제에 대한 알러지 반응이었다.

### 이소룡 사후
린다는 톰 블리커와 1988년 재혼한 후, 1990년 이혼했다. 1991년에는 증권중개인인 브루스 캐드웰(Bruce Cadwell)과 결혼한 이후 캘리포니아주의 랜초미라지에 지금까지 거주하고 있다.
1993년 3월 31일, 그녀의 아들인 영화배우 브랜든 리는 영화 크로우를 촬영하던 도중 영화세트에서 총기사고로 사망했다. 그의 죽음은 아버지인 이소룡이 사망한지 20년 뒤였다.
린다는 이소룡의 절권도를 계속하여 알리고 있다. 그녀는 2001년 은퇴했고, 딸인 섀넌 리와 그녀의 남편 이안 키즐러(Ian Keasler)와 함께 "브루스 리 재단"을 운영하고 있다. 브루스 리 재단은 비영리 단체로 이소룡의 철학과 철학에 대한 글, 그리고 그의 무술을 가르치는 단체이다.